# Коку (міра)
Ко́ку (яп. 石) — традиційна японська міра об'єму, у метричній системі приблизно дорівнює 180,39 літра.
До 1891 року дорівнював 10 кубічних сяку (приблизно 278 літрів).
У 1891 році 1 коку був визначений як 240100/1331 літра (близько 180,39 літрів). Це дорівнює 5 бушелів, 40 імперських галонів, 48 галонів США).
Історично визначався як середня кількість рису, що споживається однією дорослою людиною протягом року. 1 коку приблизно рівний 150 кг рису. Число коку рису було також основною мірою прибутку та заможності і служило грошовим еквівалентом у середньовічній Японії. Наприклад, розмір платні самураю визначався у коку.
Коку рису також використовувалося для визначення вантажопідйомності судна: 50 коку рису — малі судна; до 1000 коку рису — великі.
У сучасній Японії ця міра об'єму досі використовується.
- 1 коку = 180,39 літра
- 1 коку = 10 то
- 1 коку = 100 сьо
- 1 коку = 1000 го